# Saint-Lubin-de-la-Haye
Pour l’article homonyme, voir Saint-Lubin.
Saint-Lubin-de-la-Haye est une commune française située dans le département d'Eure-et-Loir en région Centre-Val de Loire.

## Géographie

### Situation
La commune de Saint-Lubin-de-la-Haye est séparée en deux par la Vesgre : Saint-Lubin village d'une part, et La Haye d'autre part, qui sont les 2 bourgs principaux, concentrant respectivement 36 % et 23 % de la population. Les autres habitants sont répartis sur plusieurs hameaux : les Branloires, Richeville, le Coudray, le Méziard, le Cornet, le Gué Maimbré, les Bahuts, Biennouvienne et les Friches.
Au dernier recensement, on comptait 791 habitants, sur une superficie de 1 431 hectares dont les espaces agricoles (11 exploitations) occupent une grande partie, sauvegardant le caractère du village auquel ses habitants, les Léobiniens, sont très attachés.
La commune fait partie de la région naturelle et agricole du Drouais.

Situation géographique
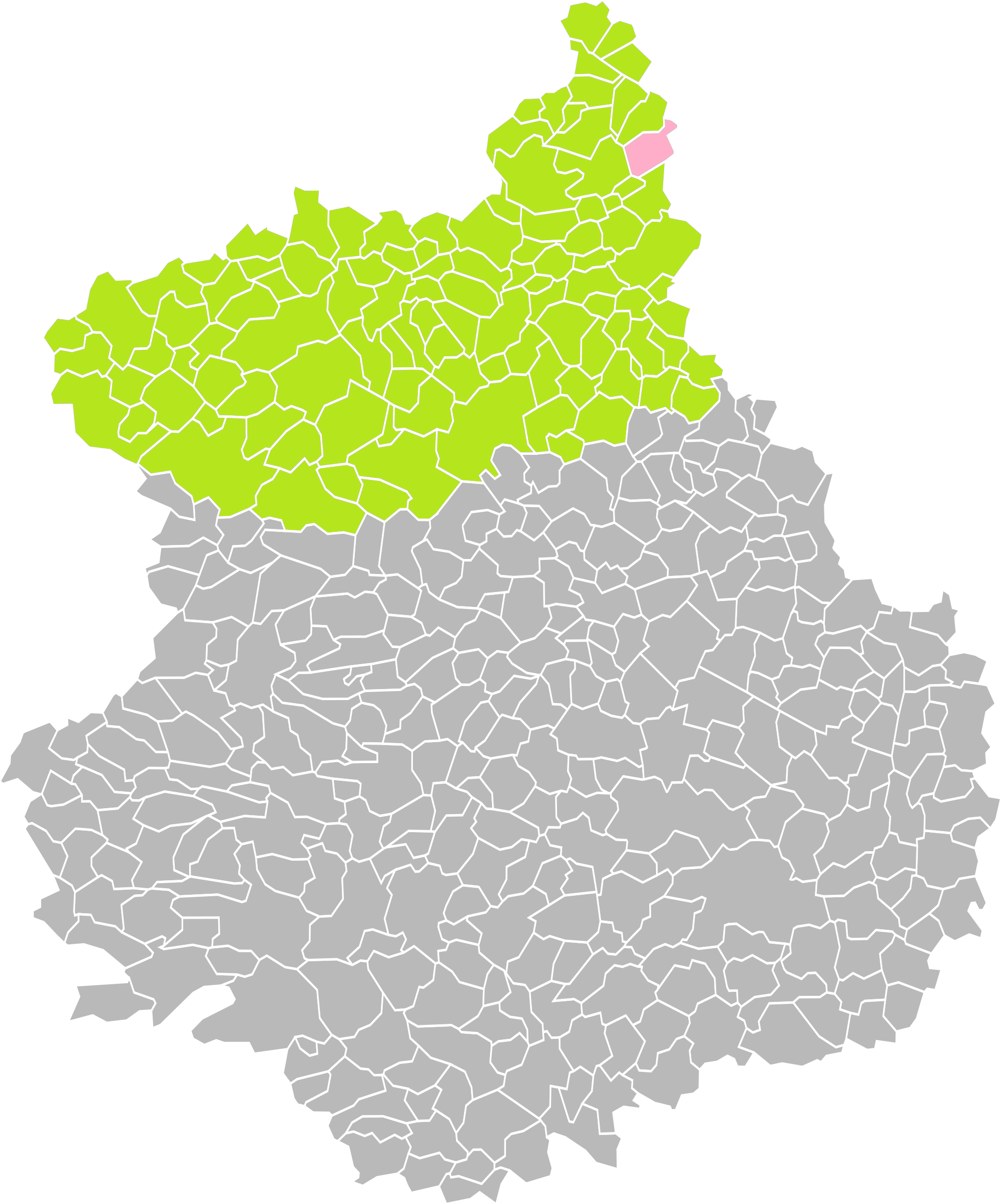
Saint-Lubin-de-la-Haye dans son arrondissement.
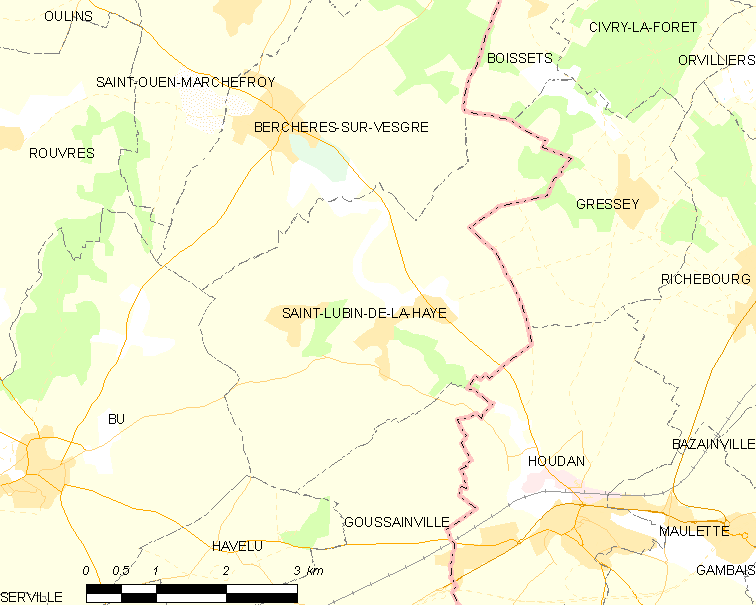
Carte de la commune de Saint-Lubin-de-la-Haye.

### Communes, département et région limitrophes
La commune est limitrophe du département des Yvelines et de la région Île-de-France.
Située à la lisière du département d'Eure-et-Loir, Saint-Lubin-de-la-Haye a décidé en janvier 2002 son rattachement à la communauté de communes du Pays Houdanais (CCPH). Cette adhésion a été effective le 1er janvier 2003.
|        | Berchères-sur-Vesgre   | Boissets (Yvelines) |
| Bû     | Saint-Lubin-de-la-Haye | Gressey (Yvelines)  |
| Havelu | Goussainville          | Houdan (Yvelines)   |

### Hydrographie
La commune est traversée par la rivière la Vesgre, affluent de l'Eure en rive droite, sous-affluent du fleuve la Seine.

### Climat
Pour des articles plus généraux, voir Climat du Centre-Val de Loire et Climat d'Eure-et-Loir.
En 2010, le climat de la commune est de type climat océanique dégradé des plaines du Centre et du Nord, selon une étude du CNRS s'appuyant sur une série de données couvrant la période 1971-2000. En 2020, Météo-France publie une typologie des climats de la France métropolitaine dans laquelle la commune est exposée à un climat océanique et est dans la région climatique  Sud-ouest du bassin Parisien, caractérisée par une faible pluviométrie, notamment au printemps (120 à 150 mm) et un hiver froid (3,5 °C). 
Pour la période 1971-2000, la température annuelle moyenne est de 10,6 °C, avec une amplitude thermique annuelle de 14,5 °C. Le cumul annuel moyen de précipitations est de 666 mm, avec 11,3 jours de précipitations en janvier et 8,2 jours en juillet. Pour la période 1991-2020, la température moyenne annuelle observée sur la station météorologique de Météo-France la plus proche, « Bû_sapc », sur la commune de Bû à 6 km à vol d'oiseau, est de 11,4 °C et le cumul annuel moyen de précipitations est de 633,2 mm,. Pour l'avenir, les paramètres climatiques de la commune estimés pour 2050 selon différents scénarios d'émission de gaz à effet de serre sont consultables sur un site dédié publié par Météo-France en novembre 2022.

## Urbanisme

### Typologie
Au 1er janvier 2024, Saint-Lubin-de-la-Haye est catégorisée commune rurale à habitat dispersé, selon la nouvelle grille communale de densité à 7 niveaux définie par l'Insee en 2022.
Elle est située hors unité urbaine. Par ailleurs la commune fait partie de l'aire d'attraction de Paris, dont elle est une commune de la couronne,. 

### Occupation des sols
L'occupation des sols de la commune, telle qu'elle ressort de la base de données européenne d’occupation biophysique des sols Corine Land Cover (CLC), est marquée par l'importance des territoires agricoles (88,4 % en 2018), une proportion identique à celle de 1990 (88,4 %). La répartition détaillée en 2018 est la suivante : 
terres arables (84,1 %), forêts (6,5 %), zones urbanisées (5,1 %), prairies (4,3 %). L'évolution de l’occupation des sols de la commune et de ses infrastructures peut être observée sur les différentes représentations cartographiques du territoire : la carte de Cassini (XVIIIe siècle), la carte d'état-major (1820-1866) et les cartes ou photos aériennes de l'IGN pour la période actuelle (1950 à aujourd'hui).

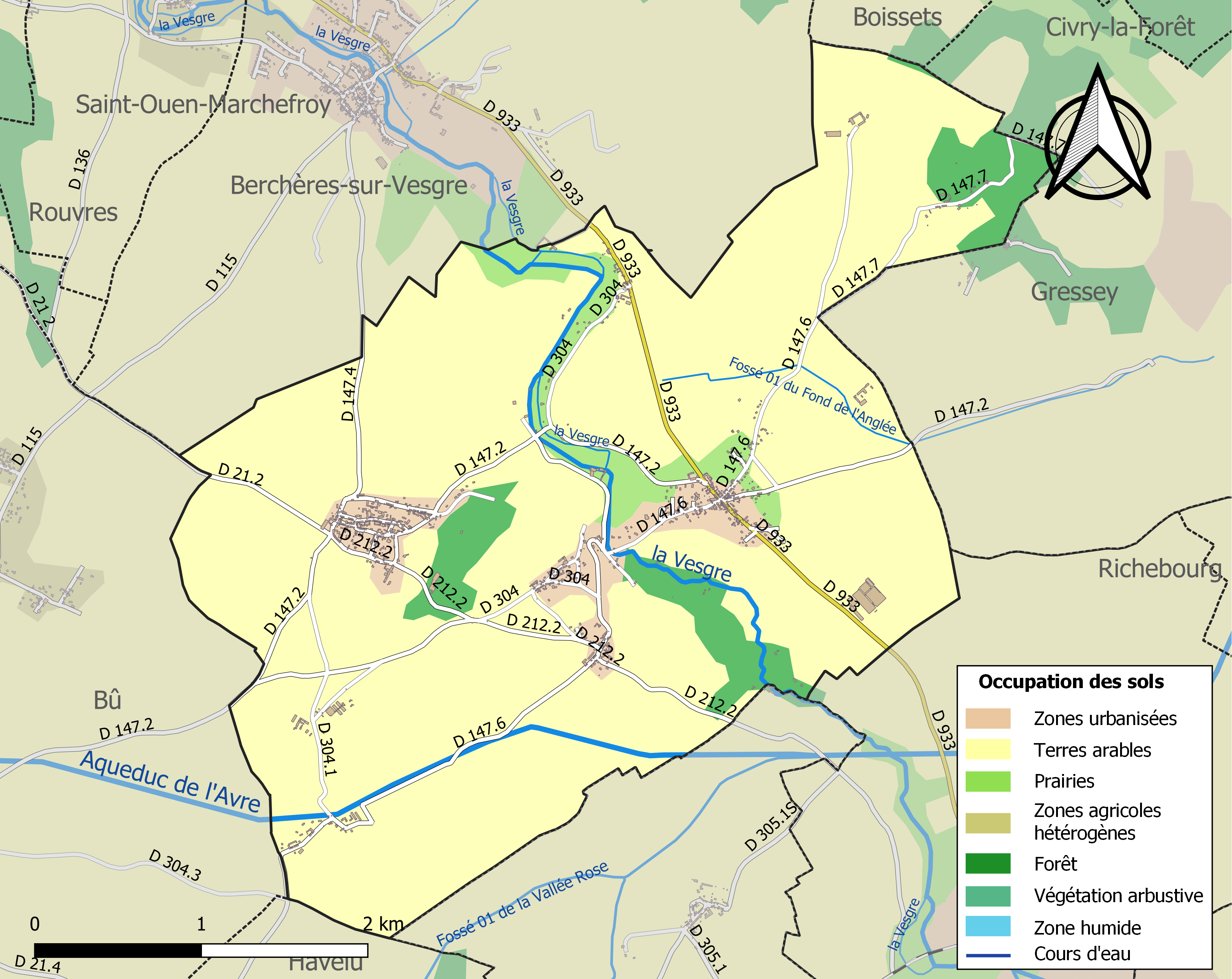
Carte des infrastructures et de l'occupation des sols de la commune en 2018 (CLC).

### Risques majeurs
Le territoire de la commune de Saint-Lubin-de-la-Haye est vulnérable à différents aléas naturels : météorologiques (tempête, orage, neige, grand froid, canicule ou sécheresse), inondations, mouvements de terrains et séisme (sismicité très faible). Il est également exposé à un risque technologique, le transport de matières dangereuses. Un site publié par le BRGM permet d'évaluer simplement et rapidement les risques d'un bien localisé soit par son adresse soit par le numéro de sa parcelle.

#### Risques naturels
Certaines parties du territoire communal sont susceptibles d’être affectées par le risque d’inondation par débordement de cours d'eau et par ruissellement et coulée de boue, notamment la Vesgre et l'Aqueduc de l'Avre. La commune a été reconnue en état de catastrophe naturelle au titre des dommages causés par les inondations et coulées de boue survenues en 1988, 1992, 1995, 1999, 2000, 2016 et 2018,.

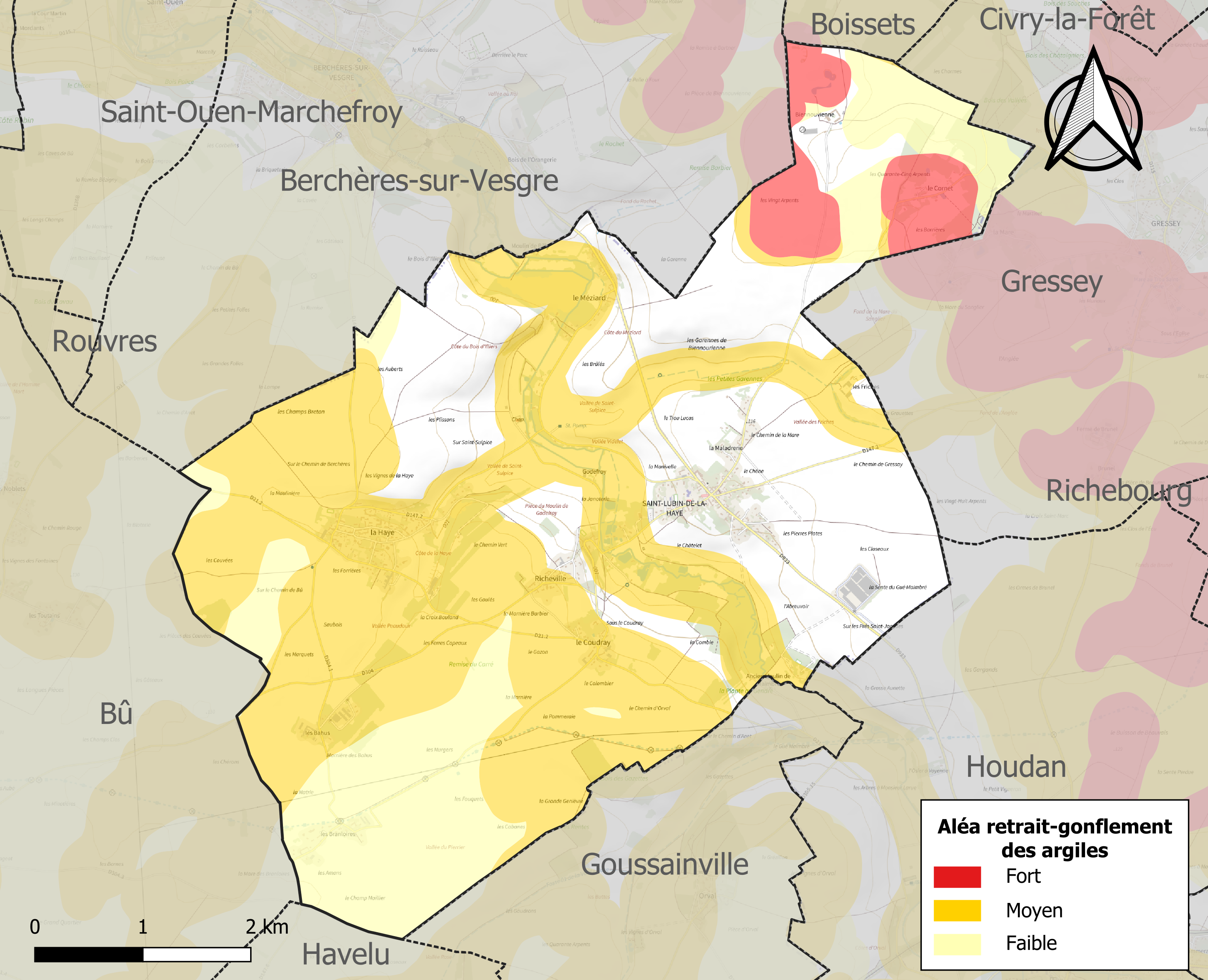
Carte des zones d'aléa retrait-gonflement des sols argileux de Saint-Lubin-de-la-Haye.

Les mouvements de terrains susceptibles de se produire sur la commune sont des mouvements de sols liés à la présence d'argile, des affaissements et effondrements liés aux cavités souterraines (hors mines) et des effondrements généralisés. L'inventaire national des cavités souterraines permet de localiser celles situées sur la commune.
Le retrait-gonflement des sols argileux est susceptible d'engendrer des dommages importants aux bâtiments en cas d’alternance de périodes de sécheresse et de pluie. 53,4 % de la superficie communale est en aléa moyen ou fort (52,8 % au niveau départemental et 48,5 % au niveau national). Sur les 437 bâtiments dénombrés sur la commune en 2019, 252 sont en aléa moyen ou fort, soit 58 %, à comparer aux 70 % au niveau départemental et 54 % au niveau national. Une cartographie de l'exposition du territoire national au retrait gonflement des sols argileux est disponible sur le site du BRGM,.
Concernant les mouvements de terrains, la commune a été reconnue en état de catastrophe naturelle au titre des dommages causés par la sécheresse en 1996 et par des mouvements de terrain en 1999.

#### Risques technologiques
Le risque de transport de matières dangereuses sur la commune est lié à sa traversée par des infrastructures routières ou ferroviaires importantes ou la présence d'une canalisation de transport d'hydrocarbures. Un accident se produisant sur de telles infrastructures est en effet susceptible d’avoir des effets graves au bâti ou aux personnes jusqu’à 350 m, selon la nature du matériau transporté. Des dispositions d’urbanisme peuvent être préconisées en conséquence.

## Toponymie
Le nom de la localité est attesté sous la forme Sanctus Leobinus vers 1250.
Saint-Lubin est un hagiotoponyme faisant référence à Lubin de Chartres, mort vers 557.
la Haye est le hameau rattaché à Saint-Lubin en 1790 donnant Saint Lubin de la Haie en 1793, Saint-Lubin-de-la-Haye 1801.

## Histoire
On trouve traces de civilisation néolithique dans la région[source insuffisante]. Toutefois, les vestiges et les ruines les plus anciens retrouvés sur le territoire de Saint-Lubin datent de l'époque gallo-romaine. Le peuplement de la commune s'est effectué à l'époque franque, vers le VIe siècle.
Saint-Lubin doit son nom actuel à son église, édifiée au XIIe siècle. Ce n'est que beaucoup plus tard, en 1790, que le hameau de la Haye est rattaché à Saint-Lubin, donnant ainsi le nom de Saint-Lubin-de-la-Haye à la commune.
En fait, le village est né de la conjonction des seigneurs féodaux de Richebourg, vassaux des Monfort[Qui ?], et de l'abbaye d'Ivry en 1071. La population de la commune, qui était de 200 habitants au XIIIe siècle, passe de 600 au XVIIIe siècle, pour atteindre 800 habitants au XIXe siècle et n'a cessé de décroître depuis lors : 600 en 1900, et 400 au recensement de 1968.
Cette dernière période est celle de l'expansion des résidences secondaires qui abritaient 300 habitants.

## Politique et administration

### Liste des maires
| Période | Période  | Identité              | Étiquette | Qualité     |
| ------- | -------- | --------------------- | --------- | ----------- |
| 1945    | 1989     | Pierre Gallot         |           |             |
| 1989    | 2001     | Jean-Pierre Richard   |           |             |
| 2001    | 2020     | Philippe Sandrin      | SE        | Agriculteur |
| 2020    | En cours | Véronique Le Guillous |           |             |

## Population et société

### Démographie
L'évolution du nombre d'habitants est connue à travers les recensements de la population effectués dans la commune depuis 1793. Pour les communes de moins de 10 000 habitants, une enquête de recensement portant sur toute la population est réalisée tous les cinq ans, les populations de référence des années intermédiaires étant quant à elles estimées par interpolation ou extrapolation. Pour la commune, le premier recensement exhaustif entrant dans le cadre du nouveau dispositif a été réalisé en 2005.

En 2022, la commune comptait 950 habitants, en évolution de −0,84 % par rapport à 2016 (Eure-et-Loir : −0,23 %, France hors Mayotte : +2,11 %).
| 1793 | 1800 | 1806 | 1821 | 1831 | 1836 | 1841 | 1846 | 1851 |
| ---- | ---- | ---- | ---- | ---- | ---- | ---- | ---- | ---- |
| 575  | 675  | 672  | 705  | 752  | 753  | 775  | 760  | 800  |

| 1856 | 1861 | 1866 | 1872 | 1876 | 1881 | 1886 | 1891 | 1896 |
| ---- | ---- | ---- | ---- | ---- | ---- | ---- | ---- | ---- |
| 732  | 715  | 702  | 680  | 650  | 658  | 652  | 631  | 616  |

| 1901 | 1906 | 1911 | 1921 | 1926 | 1931 | 1936 | 1946 | 1954 |
| ---- | ---- | ---- | ---- | ---- | ---- | ---- | ---- | ---- |
| 607  | 570  | 572  | 526  | 536  | 531  | 492  | 493  | 415  |

| 1962 | 1968 | 1975 | 1982 | 1990 | 1999 | 2005 | 2006 | 2010 |
| ---- | ---- | ---- | ---- | ---- | ---- | ---- | ---- | ---- |
| 361  | 392  | 432  | 559  | 630  | 786  | 905  | 917  | 903  |

| 2015 | 2020 | 2022 | - | - | - | - | - | - |
| ---- | ---- | ---- | - | - | - | - | - | - |
| 953  | 922  | 950  | - | - | - | - | - | - |

### Manifestations culturelles et festivités
À Saint-Lubin-de-la-Haye, le 14 juillet, jour de la fête nationale, est une occasion importante pour réunir les habitants du village. Traditionnellement, les festivités se tenaient à la salle polyvalente de La Haye, où un repas convivial était organisé, suivi d'une marche aux lampions et d'un feu d'artifice à proximité. La soirée se terminait par un bal.
Cependant, depuis quelques années, le programme a évolué. Désormais, un apéritif et un repas sont servis le midi au lieu du soir, et les célébrations ont lieu à Saint-Lubin plutôt qu'à La Haye. Ce changement a été initié pour marquer l'ouverture du city stade de Saint-Lubin-de-la-Haye. L'après-midi est alors consacré au tournoi de football de Saint-Lubin-de-la-Haye, une tradition qui perdure depuis quatre ans. Le feu d'artifice en soirée, élément emblématique des festivités, a été maintenu.

## Culture locale et patrimoine

### Lieux et monuments

#### Chapelle Saint-Sulpice
Inscrit MH (1964).

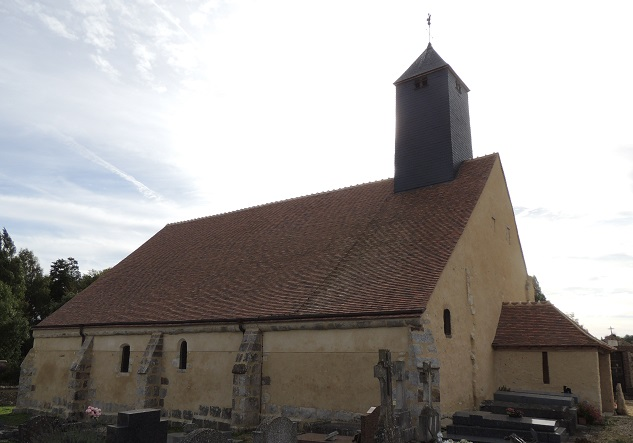
Chapelle Saint-Sulpice.

La chapelle Saint-Sulpice-de-la-Haye a été fondée au XIIe siècle par les moines bénédictins de l'abbaye d'Ivry, non loin de la Vesgre. Elle est inscrite à l'inventaire des monuments historiques en 1964. Cette magnifique chapelle a connu de nombreuses tentatives de restaurations, notamment de la foudre en 1908. Les réfections sont malheureusement insuffisantes. En 1972, des bénévoles soutenus par le maire sauvent momentanément Saint-Sulpice.
Actuellement[Quand ?], une étude de travaux préalables a été faite et présente clairement le désordre intérieur et extérieur, d'où l'urgence de faire des travaux de clos et de couvert.

#### Église Saint-Lubin
Classé MH (1967).
Ses époques de construction sont les XIIIe et XVIe siècles.

### Personnalités liées à la commune
- Louis Pelletier, né en 1754 à Saint-Lubin-de-la-Haye et mort en 1843 à Montpellier, est un général de l'armée de Napoléon Ier . Sur le monument aux morts de Saint-Lubin-de-la-Haye, une plaque commémorative en son nom a été installée. Une rue porte aussi son nom dans le même village.
- L'humoriste, acteur et militant politique français Dieudonné (1966- ) y possède un ensemble immobilier[26],[27].

### Héraldique
| Armes de Saint-Lubin-de-la-Haye | Les armes de la commune de Saint-Lubin-de-la-Haye se blasonnent ainsi : chevronné de gueules et d'or de six pièces, à l'écusson brochant du même chargé d'une couleuvre ondoyante d'azur posée en pal |